# إد بولدن
إد بولدن (بالإنجليزية: Ed Bolden)‏ هو مسير رياضي أمريكي، ولد في 17 يناير 1881، وتوفي في 15 سبتمبر 1950 بسبب سكتة.